# Werda, Botswana
Werda är en ort i södra Botswana, nära gränsen till Sydafrika.